# Kiwi & Tess
Kiwi & Tess je danski pop dvojac, kojeg sačinjavaju sestre Susanne i Anette Wiik. Njihova pjesma "Show Your Love" iz 1988., njemačkog producentskog i autorskog dueta Irmgard Klarmann i Felix Weber, doživjela je uspjeh na europskim ljestvicama, a izdana je u 7 inačica (remiksa).
Danas pjevaju gospel glazbu.